# Futuristi di sinistra
Futuristi di sinistra sono definiti quegli esponenti del movimento futurista collocati politicamente su posizioni vicine all'anarchismo e al bolscevismo. 
A cavallo della prima guerra mondiale l'idea di un rapporto tra futurismo, anarchismo e socialismo fu presente all'interno del Futurismo russo e italiano, attivando in quest'ultimo caso un dibattito che giunse all'ipotesi di costituzione di un Partito Politico Futurista, elaborata da Filippo Tommaso Marinetti. In Italia l'ala sinistra del futurismo, numericamente irrilevante, non giunse mai ad essere un gruppo organizzato in grado di porsi come alternativa alla leadership marinettiana, identificata politicamente con il regime fascista.

## L'ambiguità storica del movimento futurista
(Antonio Gramsci)
Il movimento futurista russo appoggiò la Rivoluzione d'ottobre, seguendo, dal punto di vista di Gramsci, le istanze di rottura e le posizioni rivoluzionarie di cui egli stesso parla. Analogamente il futurismo italiano ebbe al suo interno un'ala minoritaria politicamente schierata su posizioni di sinistra, spesso ignorata dalla storiografia del periodo e successiva. Gran parte di questa componente di sinistra, per i primi 15 anni del XX secolo, fu collegata al movimento anarchico, formando una corrente attualmente conosciuta come anarcofuturismo.
Lo stesso Gramsci in una lettera a Trotzki ricorda come il futurismo, sia a Milano che a Torino, ebbe una certa popolarità presso gli operai quando la rivista Lacerba diffuse a prezzi ridotti cinque numeri fra gli operai.
La posizione di Gramsci in merito fu comunque articolata e da parte sua non mancarono pesanti critiche verso molti nomi di spicco del futurismo, e segnatamente verso molti dei fondatori del movimento, quando questi entrarono inizialmente nei ranghi del fascismo, per poi comunque discostarsene meno di un anno più tardi (celebre il suo paragonarli a scolaretti che rientrano frettolosamente in classe quando il sorvegliante chiama). La comprensione dell'importanza e della complessità del movimento che ebbe Gramsci è comunque esemplificata, fra l'altro, dal suo tentativo di entrare in contatto con Gabriele D'Annunzio durante l'Impresa di Fiume.
Da parte fascista, del resto, non mancarono difficoltà a trattare con il movimento futurista e Giuseppe Prezzolini espresse chiaramente questo disagio:
(dall'articolo Fascismo e futurismo pubblicato il 3 luglio del 1923)

## Futuristi di sinistra
Alla frangia di sinistra del movimento futurista aderirono personalità quali Mario Carli, Dante Carnesecchi e Tintino Persio Rasi, Giovanni Governato. Alcuni, come Fedele Azari, Emilio Notte, Franco Rampa Rossi, Duilio Remondini, Vinicio Paladini, Piero Illari tentarono di portare il futurismo su binari vicini al comunismo e/o aderirono all'ideologia marxista-leninista, talvolta ancor prima dell'avvento del regime fascista, ma altri, come Emanuele Caracciolo, che morì alle fosse Ardeatine, seguirono tale iter successivamente.
Un discorso specifico per l'importanza e singolarità è dovuto a Mario Carli, ardito, fra i primi seguaci del futurismo, filobolscevico a Fiume. Costui dapprima ruppe il legame fra il fascismo e gli Arditi, facendosi precursore del Fronte Unito Arditi del Popolo, ma in seguito ritornò nell'ambito del fascismo, in seguito al fallimento di diversi tentativi golpisti, su posizioni vicine al sansepolcrismo.

Da ricordare, infine, che anche il Dadaismo, orientato sensibilmente a sinistra, ebbe legami non indifferenti con il movimento futurista.

### Futurismo ed anarchici
Il Futurismo nasce ben prima della prima guerra mondiale ovvero nel 1909, quando ancora è lontano dall'avvento del fascismo: in questo periodo all'interno del movimento anarchico, cioè nei primi anni del secolo, vi sono sia seguaci di Max Stirner che Friedrich Nietzsche i quali, coerenti con i dettami ideologici dei loro mentori, sono attratti dal futurismo: di conseguenza il futurismo è un movimento artistico che risente dei due teorici individualisti. Ovviamente la lotta al passatismo, il potenziale eversivo, il gusto per la violenza, il disgusto per il "borghese " e l'"istituzionalizzato", sono assai vicini ai dettami ideologici di Nietzsche e Stirner e diventeranno i presupposti di quel "pezzo" di movimento futurista denominato nel prosieguo anarco-futurismo. Filippo Tommaso Marinetti cerca contatto con gli anarchici mandando la sua solidarietà a Governato Cromatico, durante un processo che lo imputava colpevole di aver favoreggiato il poeta futurista Renzo Novatore, antifascista ucciso dai regi carabinieri a Murta. Filippo Tommaso Marinetti aveva già anche espresso la solidarietà ad Errico Malatesta nel 1920).
Risalendo al periodo della fondazione e quindi del Manifesto del Futurismo, diversi componenti di spicco del movimento quali Lucini, Carlo Carrà, Buzzi, Ceccardi cercano contatti con il mondo che gravita attorno all'ideologia anarchica, quel che li unisce non è tanto il metodo espressivo che può essere dei più disparati ma alcune idee "filosofiche" di fondo. Il cosiddetto anarco-individualismo esce allo scoperto nello stesso periodo di Vir una rivista anarchica di Firenze pubblicata negli anni 1907 e 1908 e con tale tipo di ideologia hanno contatti diversi intellettuali fra i quali lo stesso Giovanni Papini.
Umberto Boccioni, sensibile al pensiero anarchico si può vedere come prosecutore del simbolista Edvard Munch e del divisionista di Giuseppe Pellizza da Volpedo. Vedendo il fenomeno sotto un altro aspetto, il Roi Bombance lavoro simbolista di Filippo Tommaso Marinetti, fa presa nell'ambiente legato all'ideologia socialista ed anarchica. Il Roi Bombance in sostanza è un dramma satirico scritto da Filippo Tommaso Marinetti nel 1905 e rappresentato nel 1909 che non avrà successo, anzi verrà stroncato dalla critica.
Carlo Carrà avrà con l'attivista anarchica Leda Rafanelli un rapporto breve ma molto intenso. Carrà - per il quale non vi sarà in seguito militanza antifascista coerente con le idee del periodo in cui era il compagno della Rafanelli - negli anni in cui è vicino all'ideologia anarchica e aderisce al futurismo contribuisce con i suoi disegni e opere a numerose testate anarchiche quali Sciarpa Nera, La Rivolta, La Barricata. Nel periodo di esistenza di Vir avvengono incontri e scambi di opinioni sulle sue pagine fra anarchici e futuristi, tra cui Giuseppe Monnanni, Sem Benelli, Giovanni Papini.

Comunque le rispettive posizioni e del come gli anarchici possano aderire ad un movimento futurista viene fatto con chiarezza da Renzo Provinciali e pubblicato su La Barricata nel 1912 come manifesto Anarchia e Futurismo, La Barricataera pubblicata a Parma a cura di Leda Rafanelli e Carlo Carrà Nel manifesto Anarchia e Futurismo Renzo Provinciali, come già anticipato, attacca duramente Marinetti
La rivista su cui si sviluppa e si chiarisce il rapporto fra futurismo ed anarchici è La Barricata. Il rapporto è stato chiarito sia dal manifesto Anarchia e Futurismo sia attraverso il lavoro di militanza che mette in relazione il movimento artistico con quello politico. Nella fattispecie è di grande interesse un rilevante gruppo di universitari futuristi di sinistra del parmense, dove viene pubblicato La Barricata ed a Milano tale confronto avviene su Demolizione (attorno al 1910), di Ottavio Dinale che lo troveremo a scrivere sul Popolo d'Italia di Benito Mussolini in un periodo nel quale il fascismo non ha ancora mostrato il suo vero volto di repressore della classe operaia, cioè all'epoca del Manifesto del Fascio rivoluzionario di Azione interventista, a cui aderiscono personaggi di sinistra alcuni dei quali passeranno poi all'antifascismo militare e militante. Altre riviste del periodo, attorno agli anni dieci, che è illuminante e potrebbe servire quale mezzo di analisi e confronto fra i futuristi e gli anarchici è 'Rovente, di Illari e Soggetti, pubblicata a Pavia e, successivamente, (1919-1920), La Testa di Ferro di Mario Carli in cui son presenti scritti di Renzo Novatore e Auro D'Arcola (ovvero Tintino Rasi), a Pistoia La Tempra che pubblicò fra gli anni 1914 e 1916, che, introducendo la Dichiarazione, dimostrerà disponibilità per l'anarco-futurismo. Il pittore Attilio Vella aderisce sia al movimento futurista che a quello anarchico, e l'anarchico Cesare Cavanna è un conosciuto tipografo futurista.
Un elemento che caratterizza sia il movimento anarchico che il futurismo è quello eversore che nel futurismo diviene L'eversione linguistica ovvero la parola diviene azione diretta e "violenza", come nel lavoro Bellezza di Filippo Tommaso Marinetti. Tale strumento "eversivo" è utilizzato a Parma nel gruppo che fa capo a Renzo Provinciali da parte del gruppo studentesco di sinistra che ruota attorno al Circolo Libertario di Studi Sociali nel 1911. Per alcuni autori tale elemento è ben definito come per Buzzi de Il canto dei reclusi, Cavacchioli de Sette scaricatori di carbone, Cangiullo del Monumento alla fiamma. Anche su giornali libertari come La Folla, Il Proletario Anarchico, Iconoclasta!, Fede, Vita, Il Proletario, Vertice l'espressione linguistica usata propone la parola come "elemento eversore" con caratteristica di azione diretta persino negli articoli di ordine sociale. Il rapporto fra futurismo ed anarchici è molto stretto e per molti anni occultato, a causa del fascismo che aveva oscurato le vere idee del futurismo (sia in arte che in politica) rendendo ben noti solamente nomi di intellettuali di chiara matrice fascista, che simpatizzavano per il futurismo, come Ardengo Soffici e Giovanni Papini, per cui la logica conseguenza fu inserire tout court il movimento futurista all'interno del fascismo senza approfondirne né il percorso storico né le stesse idee che il futurismo avrebbe voluto portare avanti. Stesso discorso andrebbe fatto per il dannunzianesimo e l'Impresa di Fiume, dove la connessione è anche molto stretta.
Di grande interesse sono le sperimentazioni sia tipografiche che relative all'elaborazione dei testi teatrali di Virgilio Gozzoli che vengono pubblicati a Pistoia in articoli dedicati a numero unico a questi lavori dal 1911 al 1915. Altri lavori quali Parole in libertà, oltre che sulla pubblicazione curata da Virgilio Gozzoli
riportate anche in « L'Italia Futurista » e su « La Folgore Futurista ».
Nel primo dopoguerra gli anarchici si allontanano sempre più dal Marinetti ed infatti Renzo Provinciali aveva fatto un'analisi del marinettismo e dei marinettisti nel Manifesto che faceva comprendere come tale movimento prima o poi sarebbe finito asservito al capitale e peggio ancora alla reazione ovvero al fascismo, anche se nel periodo del Manifesto il fascismo non era sorto ancora. Il "Programma Politico" del Marinetti, reso pubblico nel 1923, è quindi osteggiato dalla sinistra libertaria, in primis da Pietro Illari e Vinicio Paladini. Il gruppo degli spezzini, che ha sempre gravitato attorno al Libertario di Pasquale Binazzi), Renzo Novatore, Tintino Rasi (Auro d'Arcola), Giovanni Governato e Renzo Provinciali di Parma, seguirà un iter futurista con parallelismi relativamente al movimento Marinettiano, ma senza collusioni con Filippo Tommaso Marinetti e men che meno con il fascismo cosa che per la massima parte dei personaggi citati, come si è già accennato, la non collusione diverrà antifascismo militante. In buona sostanza quando il futurismo si trasforma in sostenitore del regime di Mussolini e lo aiuta pure nella sua ascesa verso il potere gli anarchici abbandonano il movimento.

## Lista di futuristi di sinistra
- Umberto Barbaro
- Mario Carli
- Dante Carnesecchi[senza fonte]
- Renzo Novatore[senza fonte]
- Giovanni Governato
- Tintino Persio Rasi (Auro d'Arcola)
- Piero Illari
- Vinicio Paladini
- Ivo Pannaggi
- Umberto Peschi
- Renzo Provinciali
- Dino Terra
- Wladimiro Tulli